# Hylinae
Hylinae Rafinesque, 1815 è una sottofamiglia di anfibi della famiglia delle Hylidae.

## Distribuzione e habitat
Le specie di questa sottofamiglia sono presenti in America, nelle regioni temperate dell'Eurasia, nell'estremità settentrionale dell'Africa e in Giappone.

## Tassonomia

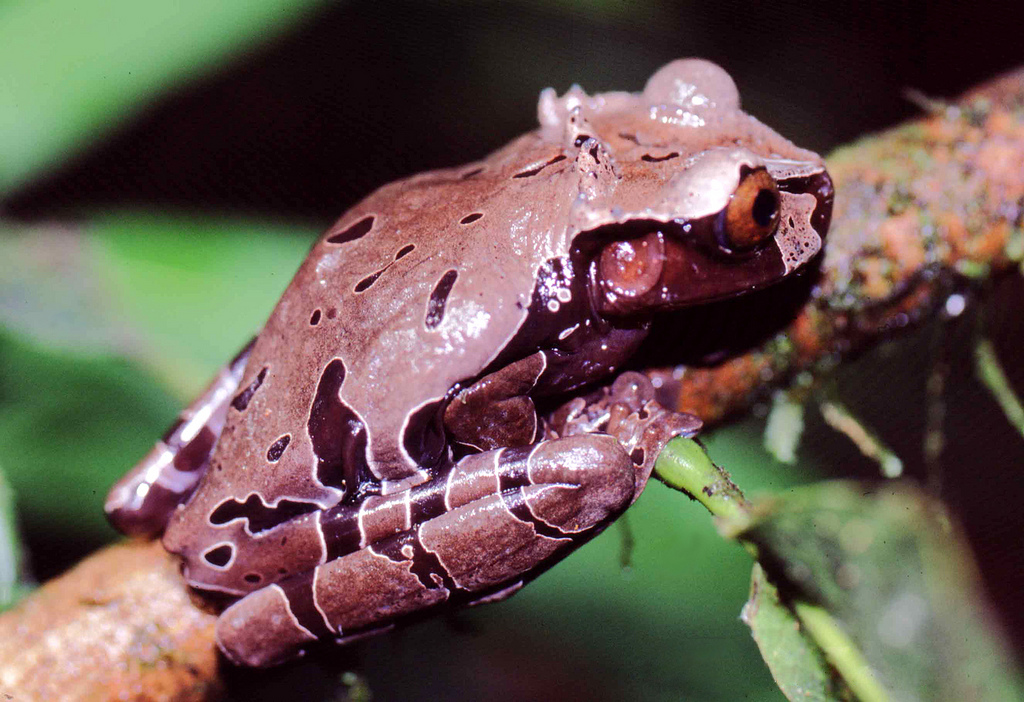
Triprion spinosus

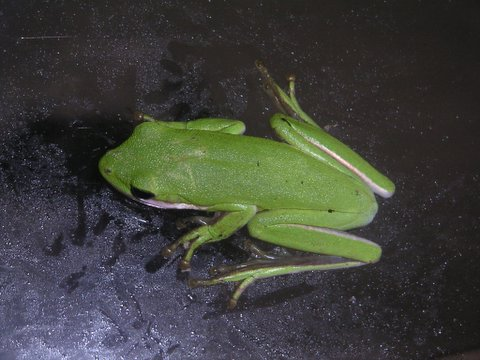
Dryophytes cinereus

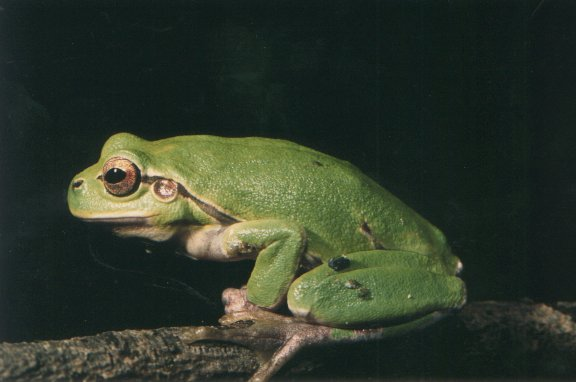
Hyla intermedia

La sottofamiglia comprende 18 generi per un totale di 174 specie.:
- Sottofamiglia: Hylinae Rafinesque, 1815
  - Atlantihyla Faivovich, Pereyra, Luna, Hertz, Blotto, Vásquez-Almazán, McCranie, Sánchez, Baêta, Araujo-Vieira, Köhler, Kubicki, Campbell, Frost, Wheeler, and Haddad, 2018 (3 sp)
  - Bromeliohyla Faivovich, Haddad, Garcia, Frost, Campbell, and Wheeler, 2005 (3 sp)
  - Charadrahyla Faivovich, Haddad, Garcia, Frost, Campbell, and Wheeler, 2005 (10 sp)
  - Dryophytes Fitzinger, 1843 (20 sp)
  - Duellmanohyla Campbell and Smith, 1992 (10 sp)
  - Ecnomiohyla Faivovich, Haddad, Garcia, Frost, Campbell, and Wheeler, 2005 (12 sp)
  - Exerodonta Brocchi, 1879 (9 sp)
  - Hyla Laurenti, 1768 (17 sp)
  - Isthmohyla Faivovich, Haddad, Garcia, Frost, Campbell, and Wheeler, 2005 (14 sp)
  - Megastomatohyla Faivovich, Haddad, Garcia, Frost, Campbell, and Wheeler, 2005 (4 sp)
  - Plectrohyla Brocchi, 1877 (19 sp)
  - Ptychohyla Taylor, 1944 (6 sp)
  - Quilticohyla Faivovich, Pereyra, Luna, Hertz, Blotto, Vásquez-Almazán, McCranie, Sánchez, Baêta, Araujo-Vieira, Köhler, Kubicki, Campbell, Frost, Wheeler, and Haddad, 2018 (4 sp)
  - Rheohyla Duellman, Marion, and Hedges, 2016 (1 sp)
  - Sarcohyla Duellman, Marion, and Hedges, 2016 (26 sp)
  - Smilisca Cope, 1865 (9 sp)
  - Tlalocohyla Faivovich, Haddad, Garcia, Frost, Campbell, and Wheeler, 2005 (4 sp)
  - Triprion Cope, 1866 (3 sp)
- Nomen dubium fra le Hylinae :
  - Acrodytes daudinii Parker, 1868
  - Calamita melanorabdotus Schneider, 1799
  - Calamita quadrilineatus Schneider, 1799
  - Dendrhyla sinensis David, 1873
  - Hyla aurantiaca Laurenti, 1768
  - Hyla auraria Peters, 1873
  - Hyla fusca Laurenti, 1768
  - Hyla stercoracea Spix, 1824
  - Hyla surinamensis Daudin, 1802
  - Litoria americana Duméril & Bibron, 1841